# Knoxdaviesia proteae
Knoxdaviesia proteae är en svampart som beskrevs av M.J. Wingf., P.S. van Wyk & Marasas 1988. Knoxdaviesia proteae ingår i släktet Knoxdaviesia och familjen Ophiostomataceae.   Inga underarter finns listade i Catalogue of Life.